# Nodule-Nunatak
Der Nodule-Nunatak (von englisch nodule ‚Knolle‘) ist ein markanter, isolierter und 440 m hoher Nunatak auf der westantarktischen Joinville-Insel. Er ragt 5 km südlich des Mount Tholus im südlichen Teil der Insel auf.
Der Falkland Islands Dependencies Survey nahm zwischen 1953 und 1954 eine geodätische Vermessung vor. Das UK Antarctic Place-Names Committee benannte ihn 1956 deskriptiv nach seinem Erscheinungsbild.